# Asociación Rumiñahui

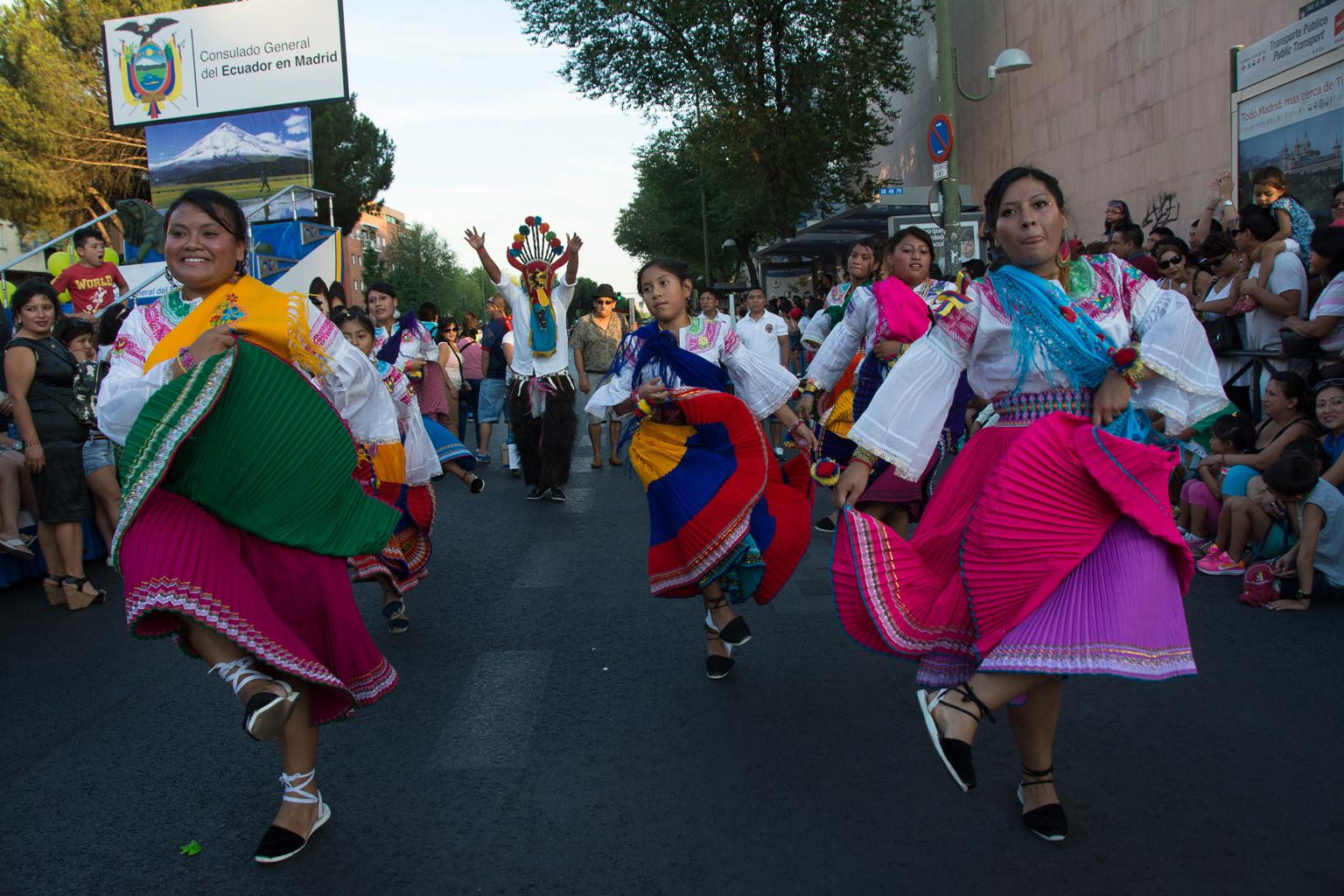
El barrio madrileño de Ciudad Lineal acogió la celebración del Día de la Independencia de Ecuador el sábado 10 de agosto, una fiesta declarada de interés turístico según se aprobó en el Pleno del distrito del pasado mes de diciembre a propuesta de la Asociación Rumiñahui, con el objetivo de favorecer la diversidad cultural, el diálogo y la cohesión social

La Asociación Hispano Ecuatoriana Rumiñahui  es una asociación formada por población ecuatoriana en España creada el 16 de junio de 1997 en Madrid. El presidente desde hace más de una década (2016) es Vladimir Paspuel.  La organización está presente especialmente en Madrid, Valencia y Murcia con dos líneas de trabajo: la acogida, información, asesoramiento jurídico, ayuda a los emprendedores y la organización de proyectos de codesarrollo.

## Historia
Un pequeño grupo germen de la organización empezó a reunirse semanalmente en un local facilitado por el Colegio Mayor Universitario Chaminade y en las oficinas del Movimiento por la Paz, el Desarme y la Libertad, MPDL, ubicadas en El Pozo del Tío Raimundo.
La asociación empieza a trabajar a inicicos de 1997. Rumiñahui, organiza sus primeras reuniones en el Colegio Chaminade. Javier Fresneda, posteriormente Vicepresidente primero de Rumiñahui, fue la persona que estableció contacto en su antiguo Colegio Mayor donde había realizado estudios sobre la migración ecuatoriana. Se establece en un local fijo y equipado con el apoyo de Paca Sauquillo prresidenta del MPDL y Esteban Tomás Navarro, encargado de Acción Social.

## Trayectoria
La organización mantiene una participación activa en las movilizaciones en contra de la reforma a la Ley de Extranjería de España, promovida por el gobierno de José María Aznar. Por otro lado como Organización no gubernamental colaboradora con el proyecto de  "Red Jurídica", para la coordinación de los servicios jurídicos de diferentes entidades colaboradoras de la Administración Pública de España en materia de derecho de extranjería con el objetivo de regularizar a todas las personas que puedan acceder a la "amnistía" abierta por la última ley de extranjería aprobada. Se elabora también el primer informe sobre la inmigración ecuatoriana.  Por otro lado se creó una delegación de la Asociación en Ecuador conformada por 150 personas. 
El 3 de enero de 2001 fallecen 12 ecuatorianos arrollados por un tren de cercanías, mientras se dirigían a sus trabajos como agricultores en la zona de Lorca, Murcia. El accidente hace aflorar las condiciones infrahumanas en las que trabajaban la población inmigrantes. Como respuesta la Asociación Rumiñahui convoca y organiza la “Marcha por la Vida”, solicitando la investigación de la muerte de los trabajadores ecuatorianos y se guíe regulen, en la cual participaron más de dos mil personas; cubriendo el trayecto de 80 kilómetros, desde Lorca a Murcia.
El 26 de enero El gobierno español anuncia el “retorno voluntario”, para aquellos que decidan regresar a su país. La oferta es rechazada por Rumiñahui, el 31 de enero. Se firma el Convenio Bilateral de control de flujos migratorios entre Ecuador y España. Rumiñahui rechaza la firma de este convenio. En junio del mismo año 7 de junio Mariano Rajoy, anuncia la regularización de todas las personas que hayan llegado antes del 23 de enero de 2001, aplicando el recurso de arraigo 31,4 de la Ley de Extranjería.
En noviembre de 2002 la Asociación Rumiñahui se encargó de la defensa de Melva Felicitas Cañar acusada por la supuesta muerte de su hijo recién nacido. La Audiencia de Madrid, pedía 17 años de cárcel y finalmente quedó en libertad.
En 2009 la organizacicón participó en la gestión de las ayudas de fondo de la UE para el retorno.